# 오민우
오민우(1983년 12월 19일 ~ )는 대한민국의 희극 배우이다.

## 출연작

### 방송
- 《웃찾사》 (SBS)
  - 떴다 대리운전 (2014.01.03 ~ 2014.02.14)
  - 이 씨 (2014.04.11 ~ 2014.05.16)
  - 엄마미아 (2014.07.18 ~ 2014.08.29)
  - 기묘한 이야기 (2014.11.07 ~ 2016.03.18)
  - 불편한 이야기 (2016.09.21 ~ 2016.10.05)
  - 오마이갓걸 (2016.09.28 ~ 2017.03.15)
  - 인생의 히든카드 (2017.01.18)
- 《코미디에 빠지다》 (MBC)
- 《개그공화국》 (MBN)

## 그 외 활동

### 앨범
- 너모야 - 오마이갓걸 (2017년)